# Boreus navasi
Boreus navasi är en näbbsländeart som beskrevs av Pliginsky 1914. Boreus navasi ingår i släktet Boreus och familjen snösländor. Inga underarter finns listade i Catalogue of Life.